# Costume traditionnel
 (janvier 2021).
Si vous disposez d'ouvrages ou d'articles de référence ou si vous connaissez des sites web de qualité traitant du thème abordé ici, merci de compléter l'article en donnant les références utiles à sa vérifiabilité et en les liant à la section « Notes et références ».

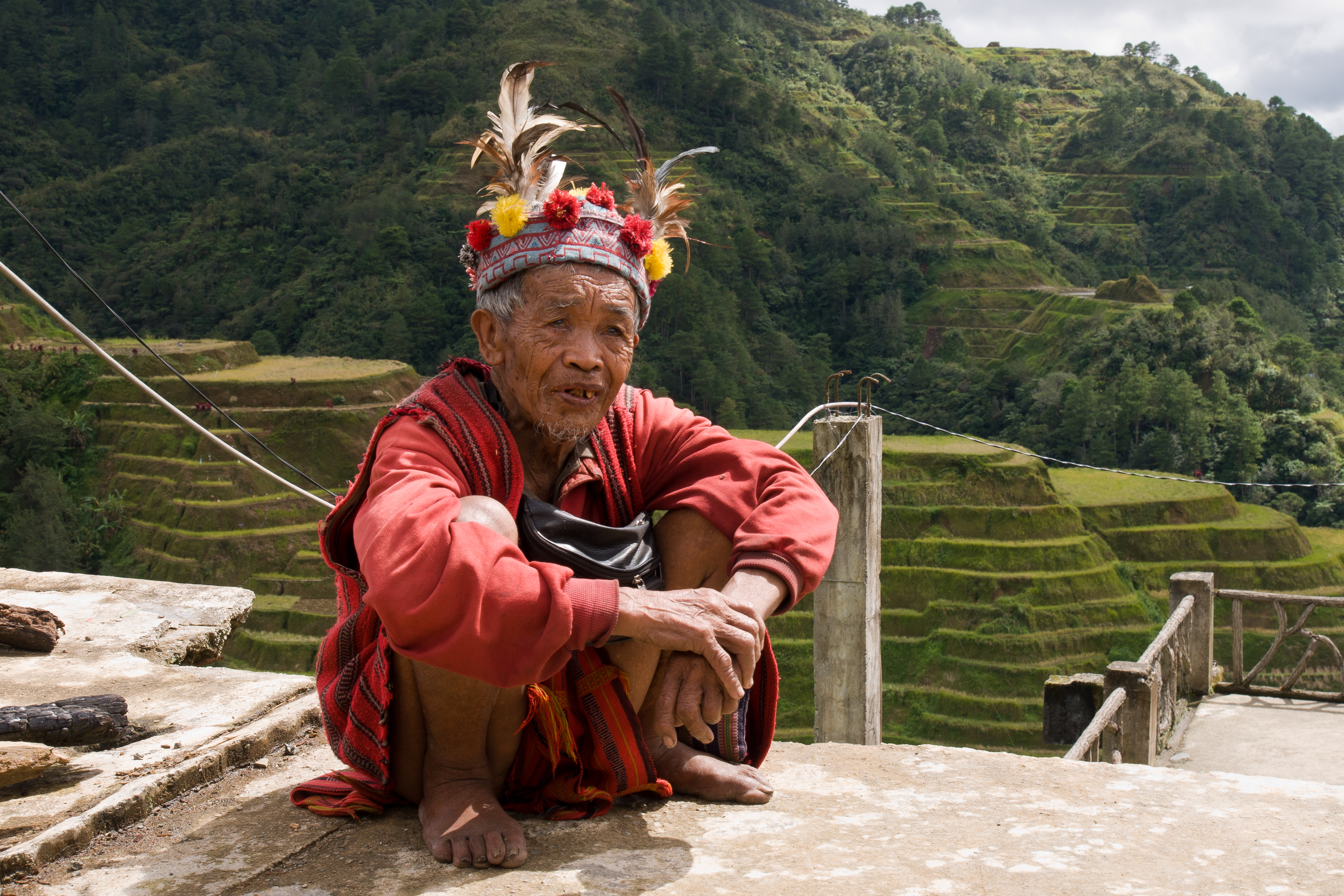
Costume traditionnel d'un villageois Igorot à Banaue, dans le nord des Philippines.

Les costumes traditionnels sont des costumes caractéristiques d'une région, d'une ville, d'un pays. Ils sont aussi appelés costumes folkloriques lorsqu'ils ne sont plus portés couramment mais pour des spectacles ou des commémorations.
Ce sont des ensembles vestimentaires qui ont leurs propres couleurs, détails et spécificités.
On reconnaît à la forme du tablier, de la coiffe ou autres détails, l’origine géographique de celui qui le porte. 
Il fait le lien entre le passé et le futur, ainsi qu'entre la tradition et la modernité.

## Vêtements antiques
- Caligae
- Chlamyde
- Fibule
- Pallium
- Paludamentum
- Péplos
- Pétase
- Stola
- Tablion
- Toge
- Trabea

## Vêtements par régions

### Afrique

#### Afrique Noire
- Boubou
- Chèche
- Dashiki
- Gandourah
- Kente
- Kanga
- Pagne

#### Maghreb
- Burnous
- Gandoura
- Caftan
- Haïk
- Jellaba
- Fouta
- Turban

##### Algérie
- Abaya
- Agal (Sahara algérien)
- Ammama (Algérie)
- Badroune (Alger)
- Badroune Annabi (Annaba)
- Binouar (Sétif)
- Bikhmar (Ouargla)
- Blouza ou Blousa (Oranie)
- Boubou (Tamanrasset)
- Boussadi (Bou Saada)
- Caftan algérien (Algérie)
- Chèche (Hoggar)
- Chéchia
- Chedda de Tlemcen (Tlemcen)
- Chedda de Mostaganem (Mostaganem)
- Chedda Oranienne (Oranie)
- Chamsa (Jijel)
- Dlala (Annaba)
- Djabadouli (citadin)
- Djellaba
- Elhaf (Aures)
- Rda (Oranie)
- Frimla (citadin)
- Fouta
- Ghutra (Sahara algérien)
- Gandoura constantinoise (Constantine)
- Djebba annabienne (Annaba)
- Ghlila (citadin)
- Ghlila Djabadouli (citadin)
- Hayek
- Jebba
- Karakou (Alger)
- Kachabia
- Leksiwa (Kabylie)
- Labsa M'zabia (M'zab)
- Labsa Naïlia (Ouled Naïl)
- Labsa Touratia (Hoggar)
- Melhfa Sahraouïa (Tindouf)
- Melhfa Oued Souf (Oued Souf)
- M'laya (Constantinois)
- Sarouel (Algérie)
- Tekhlila (Annaba)
- Tarbouche
- Kwiat ou Kouiyet ou Kat (Alger, Blida, Médéa)
- Bakhnoug (Ouled Nail)
- Mharmet Leftoul (Alger, Blida, Médéa)
- Khit er rouh ou Zerrouf
- Skhab ou Meskia
- Kesoua El Kbira (juif séfarade)

##### Maroc
- Abaya
- Adghar (Tata)
- Caftan marocain
- Chachiya
- Chedda (Chefchaouen, Larache, Tanger, Taounate etTétouan)
- Chedda be Takoune (Chefchaouen)
- Fouta
- Haik
- Handira
- Jabador
- Kecchaba
- Kesoua Del Mahsour (Essaouira, Larache, Rabat, Salé et Tanger)
- Kesoua El Kebira
- Kmiss
- Labssa Soussiya (Région de Sousse)
- Labssa Filalia (Région de Tafilalt)
- Labssa Lmellaliya (Beni Mellal)
- Lebsa fessia (Fès)
- Lizar
- Mlehfa (Sahara)
- Tahrouyt (Zagora)
- Tamelhaft (Souss)
- Takchita
- Tchamir
- Touqida (Rabat)
- Djellaba blanche
- Selham
- Jebba
- Sarouel

##### Tunisie
- Lahfa
- Keswa
- Fouta et Blousa
- Houli
- Jebba
- Chéchia
- Safsari

### Amérique

#### Cuba
- Guayabera

#### États-Unis
- Bolo

#### Mexique
- Sombrero
- Huipil

#### Pérou
- Poncho

#### Québec
- Bottes sauvages
- Ceinture fléchée
- Capot en étoffe du pays
- Tuque

### Asie
- Turban

#### Birmanie
- Longyi

#### Chine
- Costume traditionnel en Chine
- Hanfu, costume traditionnel chinois (différent de la qipao d'origine mandchoue dont la popularisation date du XXe siècle seulement).

#### Corée
- Dobok
- Hanbok

#### Inde

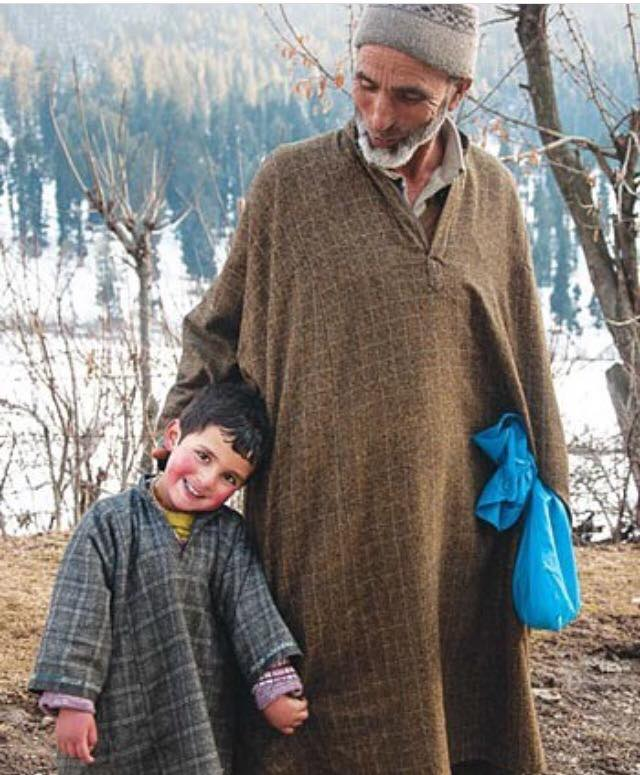
Vieil homme cachemiri avec son petit-fils en phéran traditionnel.

- Angrakha
- Dhotî
- Lehenga
- Longhi
- Sari
- Turban
- Kurta
- Salwar kameez
- Phéran (Cachemire)

#### Iran
- Vêtement traditionnel bakhtiari

#### Japon
- Kimono, dont :
  - Furisode
  - Yukata
  - Yukatabira
- Hakama, un pantalon
- Obi, une ceinture
- Chaussures :
  - Geta
  - Zōri
  - Waraji
- Tabi, des chaussettes

Et aussi :
- Keikogi pour les arts martiaux
- Gakuran pour les collégiens et lycéens
- Sailor fuku pour collégiennes et lycéennes, fréquemment associé aux loose socks

#### Népal
- Daura-Suruwal (en)
- Topi
- vêtements communs au sous-continent indien : sari, punjabi, dupatta, longhi…

#### Pakistan
- Salwar kameez
- Sharwani
- Kurta

#### Viêt Nam
- Áo dài

### Europe
- Costume traditionnel en Espagne
- Costume traditionnel en Islande
- Costume traditionnel en Italie

#### Allemagne

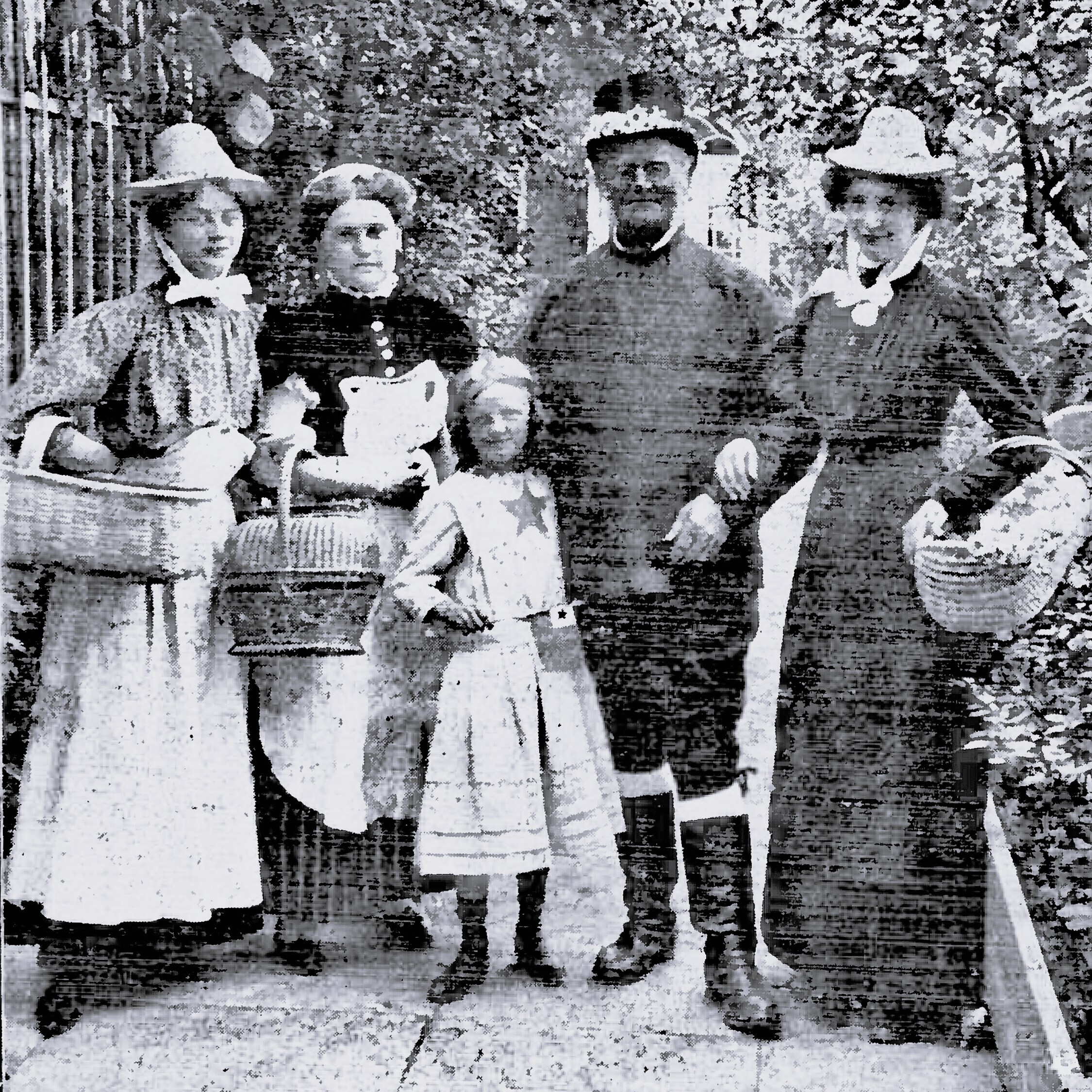
Les visiteurs du VI. Congrès allemand de l'espéranto 1911 dans leur costume national.

- Costume traditionnel en Allemagne
- Charivari
- Lederhose
- Dirndl
- Costume du Brunswick
- Costume de Lindhorst
- Costume de Ruhla
- Costume de Schleife
- Costume de la Schwalm
- Costume de la Spreewald

#### Écosse
- Costumes traditionnels écossais
- Dirk
- Ghillie
- Kilt

#### France
- Costume traditionnel en France
- Costume breton
- Costume provençal
- Costume provençal comtadin
- Costume d'Arles
- Abarka au Pays Basque
- Béret au Pays Basque

#### Grèce
- Costume traditionnel grec
- Costume d'Astypalée

#### Russie
- Kokochnik
- Ouchanka (ou chapka)
- Sarafane

#### Suisse
- Costume vaudois

- Costumes traditionnels en Valais 
  - Costume d'Evolène

### Proche-Orient

#### Palestine
- Keffieh
- Costume traditionnel palestinien

### Océanie
- Akubra
- Pareo
- Ta'ovala

### Moyen-Orient
- Turban

### Arabie saoudite
- Ghutra
- Thawb
- Agal
- Chéchia
- Qamis

## Communauté

### Vêtements catholiques
- Aube
- Camauro
- Chasuble
- Esclavine
- Étole
- Manteau
- Pallium
- Scapulaire
- Soutane

### Vêtements juifs
- Atarah
- Kippa
- Schtreimel
- Spodik
- Talit

### Vêtements musulmans
- Abaya
- Caftan
- Chéchia
- Djellaba
- Fez
- Jilbab
- Niqab
- Hijab

## Autres vêtements traditionnels
- Habit de lumières
- Pour les marins : Kabic, Pantalon à pont, Vareuse
- Pour les soldats : Shako, Casque à pointe (quelquefois avec une plume), Tunique rouge
- Robe de mariée
- Voile